# Matilde Jorge
Matilde Jorge (ur. 7 kwietnia 2004) – portugalska tenisistka, reprezentantka kraju w rozgrywkach o Puchar Billie Jean King. Jej starsza siostra Francisca Jorge również zawodowo gra w tenisa.

## Kariera tenisowa
W karierze zwyciężyła w dwóch singlowych i dwudziestu czterech deblowych turniejach rangi ITF.
W kwietniu 2024 roku osiągnęła swój największy sukces w karierze wygrywając w deblowym turnieju WTA 125 w Oeiras. W finale z siostrą Franciscą Jorge pokonała Harriet Dart i dziewięciokrotną mistrzynię turniejów wielkoszlemowych w grach podwójnych Kristinę Mladenovic 6:0, 6:4. W kolejnym tygodniu w tym samym miejscu wygrała z siostrą turniej ITF z pulą nagród 100 000 $.
Rok później, ponownie z Franciscą, sięgnęła po dublet z Oeiras najpierw wygrywając zmagania rangi WTA 125, a w kolejnym tygodniu ITF 100 000 $.

## Finały turniejów WTA 125
| Legenda                   | Legenda |
| ------------------------- | ------- |
| Wielki Szlem              |         |
| Igrzyska olimpijskie      |         |
| WTA Tour Championships    |         |
| od 2021                   |         |
| WTA 1000 (obowiązkowe)    |         |
| WTA 1000 (nieobowiązkowe) |         |
| WTA 500                   |         |
| WTA 250                   |         |
| WTA 125                   |         |

### Gra podwójna 1 (1–0)
| Końcowy wynik | Nr | Data             | Turniej | Nawierzchnia | Partnerka       | Przeciwniczki                       | Wynik finału |
| ------------- | -- | ---------------- | ------- | ------------ | --------------- | ----------------------------------- | ------------ |
| Zwyciężczyni  | 1. | 20 kwietnia 2024 | Oeiras  | Ceglana      | Francisca Jorge | Harriet Dart Kristina Mladenovic    | 6:0, 6:4     |
| Zwyciężczyni  | 2. | 20 kwietnia 2025 | Oeiras  | Ceglana      | Francisca Jorge | Anastasia Dețiuc Patricia Maria Țig | 6:1, 6:2     |

## Finały turniejów ITF
| turnieje z pulą nagród 100 000 $ (W100) |
| turnieje z pulą nagród 80 000 $ (W80)   |
| turnieje z pulą nagród 60 000 $ (W75)   |
| turnieje z pulą nagród 40 000 $ (W50)   |
| turnieje z pulą nagród 25 000 $ (W35)   |
| turnieje z pulą nagród 15 000 $ (W15)   |

### Gra pojedyncza 3 (1–2)
| Rezultat     |    | Data       | Turniej         | ($)    | Naw.          | Przeciwniczka      | Wynik         |
| Zwyciężczyni | 1. | 08/09/2024 | Leiria          | 25 000 | Twarda        | Anastasia Kulikova | 1:6, 6:2, 6:1 |
| Finalistka   | 1. | 20/10/2024 | Faro            | 25 000 | Twarda        | Monika Stankiewicz | 6:7(3), 3:6   |
| Finalistka   | 2. | 01/12/2024 | Lousada         | 25 000 | Twarda (hala) | Margaux Rouvroy    | 5:7, 3:6      |
| Zwyciężczyni | 2. | 08/06/2025 | Montemor-o-Novo | 50 000 | Twarda        | Francisca Jorge    | 6:1, 6:3      |
| Finalistka   | 3. | 15/06/2025 | Guimarães       | 50 000 | Twarda        | Francisca Jorge    | 7:5, 2:6, 2:6 |

### Gra podwójna 45 (24–21)
| Rezultat     |     | Data       | Turniej              | ($)      | Naw.           | Partnerka          | Przeciwniczki                                  | Wynik                  |
| Zwyciężczyni | 1.  | 05/10/2019 | Santarém             | 15 000   | Twarda         | Celia Cerviño Ruiz | Sara Lança Jekatierina Szalimowa               | 6:3, 6:2               |
| Finalistka   | 1.  | 09/10/2021 | Loulé                | 25 000   | Twarda         | Francisca Jorge    | Despina Papamichail Natalija Stevanović        | 2:6, 5:7               |
| Zwyciężczyni | 2.  | 04/12/2021 | Lousada              | 15 000   | Twarda (hala)  | Celia Cerviño Ruiz | Jasmijn Gimbrère Alicia Smith                  | 6:1, 6:4               |
| Finalistka   | 2.  | 16/04/2022 | Oeiras               | 25 000   | Ceglana        | Francisca Jorge    | Jéssica Bouzas Maneiro Guiomar Maristany       | 6:3, 4:6, 8–10         |
| Finalistka   | 3.  | 10/05/2022 | Pula                 | 25 000   | Ceglana        | Francisca Jorge    | Angelica Moratelli Camilla Rosatello           | 4:6, 5:7               |
| Zwyciężczyni | 3.  | 14/05/2022 | Pula                 | 25 000   | Ceglana        | Francisca Jorge    | Martina Colmegna Lisa Pigato                   | 7:5, 0:6, 11–9         |
| Zwyciężczyni | 4.  | 21/05/2022 | Montemor-o-Novo      | 25 000   | Twarda         | Francisca Jorge    | Alana Parnaby Prarthana Thombare               | 6:3, 6:4               |
| Finalistka   | 4.  | 11/06/2022 | Caserta              | 60 000   | Ceglana        | Francisca Jorge    | Despina Papamichail Camilla Rosatello          | 6:4, 2:6, 6–10         |
| Zwyciężczyni | 5.  | 16/07/2022 | Guimarães            | 25 000   | Twarda         | Francisca Jorge    | Sarah Beth Grey Jamie Loeb                     | 6:3, 6:1               |
| Zwyciężczyni | 6.  | 03/09/2022 | Leiria               | 25 000   | Twarda         | Francisca Jorge    | Choi Ji-hee Natalija Stevanović                | 6:4, 6:0               |
| Zwyciężczyni | 7.  | 01/10/2022 | Lizbona              | 25 000   | Ceglana        | Francisca Jorge    | Irene Burillo Escorihuela Andrea Lázaro García | 6:2, 6:2               |
| Zwyciężczyni | 8.  | 15/10/2022 | Quinta do Lago       | 25 000   | Twarda         | Francisca Jorge    | Ku Yeon-woo Adrienn Nagy                       | 6:4, 6:4               |
| Zwyciężczyni | 9.  | 23/10/2022 | Loulé                | 25 000   | Twarda         | Francisca Jorge    | Lee Pei-chi Wu Fang-hsien                      | 6:3, 7:5               |
| Zwyciężczyni | 10. | 19/11/2022 | Funchal              | 25 000   | Twarda         | Francisca Jorge    | Joelle Steur Stephanie Visscher                | 5:7, 7:5, 10–7         |
| Finalistka   | 5.  | 11/02/2023 | Porto                | 40 000   | Twarda (hala)  | Tara Würth         | Ekaterine Gorgodze Leyre Romero Gormaz         | 4:6, 6:2, 9–11         |
| Finalistka   | 6.  | 04/03/2023 | Bengaluru            | 25 000   | Twarda (hala)  | Francisca Jorge    | Dea Herdželaš Eden Silva                       | 6:3, 4:6, 7–10         |
| Zwyciężczyni | 11. | 11/03/2023 | Bengaluru            | 40 000   | Twarda         | Francisca Jorge    | Walendini Gramatikopulu Eden Silva             | 5:7, 6:0, 10–3         |
| Zwyciężczyni | 12. | 18/03/2023 | Palma Nova           | 25 000   | Ceglana        | Francisca Jorge    | Ekaterine Gorgodze Iryna Szymanowicz           | 6:1, 3:6, 10–8         |
| Zwyciężczyni | 13. | 25/03/2023 | Palma Nova           | 25 000   | Ceglana        | Francisca Jorge    | Ekaterine Gorgodze Iryna Szymanowicz           | 2:6, 6:3, 10–8         |
| Finalistka   | 7.  | 22/04/2023 | Oeiras               | 100 000  | Ceglana        | Francisca Jorge    | Ulrikke Eikeri Eri Hozumi                      | 6:4, 4:6, 5–10         |
| Finalistka   | 8.  | 14/05/2023 | Castell-Platja d’Aro | 25 000   | Ceglana        | Francisca Jorge    | Ashley Lahey Ellen Perez                       | 3:6, 6:3, 10–12        |
| Finalistka   | 9.  | 17/06/2023 | Guimarães            | 25 000   | Twarda         | Francisca Jorge    | Georgina García Pérez Petra Hule               | 4:6, 5:7               |
| Zwyciężczyni | 14. | 08/07/2023 | Cantanhede           | 25 000   | Dywanowa       | Francisca Jorge    | Madeleine Brooks Holly Hutchinson              | 6:3, 6:3               |
| Finalistka   | 10. | 22/07/2023 | Porto                | 40 000   | Twarda         | Francisca Jorge    | Gabriella Da Silva Fick Alexandra Osborne      | 4:6, 3:6               |
| Finalistka   | 11. | 09/09/2023 | Montreux             | 60 000   | Ceglana        | Francisca Jorge    | Amina Anszba Lexie Stevens                     | 6:1, 5:7, 10–12        |
| Zwyciężczyni | 15. | 16/09/2023 | Leiria               | 25 000   | Twarda         | Francisca Jorge    | Sofia Costoulas Jenny Dürst                    | 7:5, 7:6(5)            |
| Zwyciężczyni | 16. | 23/09/2023 | Caldas da Rainha     | 60 000+H | Twarda         | Francisca Jorge    | Ashley Lahey Tian Fangran                      | 6:1, 2:6, 10–7         |
| Finalistka   | 12. | 14/10/2023 | Quinta do Lago       | 40 000   | Twarda         | Francisca Jorge    | Olivia Gadecki Heather Watson                  | 4:6, 1:6               |
| Finalistka   | 13. | 16/12/2023 | Vacaria              | 60 000   | Ceglana (hala) | Francisca Jorge    | Romina Ccuno Justina Mikulskytė                | 2:6, 3:6               |
| Finalistka   | 14. | 27/01/2024 | Porto                | 60 000+H | Twarda (hala)  | Francisca Jorge    | Sarah Beth Grey Olivia Nicholls                | 6:4, 3:6, 6–10         |
| Finalistka   | 15. | 03/02/2024 | Porto                | 40 000   | Twarda (hala)  | Francisca Jorge    | Veronika Erjavec Dominika Šalková              | 6:4, 5:7, 8–10         |
| Finalistka   | 16. | 24/02/2024 | Porto                | 60 000   | Twarda (hala)  | Francisca Jorge    | Anna Bondár Céline Naef                        | 4:6, 6:3, 9–11         |
| Zwyciężczyni | 17. | 27/04/2024 | Oeiras               | 100 000  | Ceglana        | Francisca Jorge    | Jana Sizikowa Wu Fang-hsien                    | 6:2, 6:0               |
| Finalistka   | 17. | 11/05/2024 | Castell-Platja d’Aro | 25 000   | Ceglana        | Diāna Marcinkēviča | Eleni Christofi Daniela Vismane                | 4:6, 2:6               |
| Finalistka   | 18. | 15/06/2024 | Guimarães            | 60 000   | Twarda         | Francisca Jorge    | Sophie Chang Rasheeda McAdoo                   | 6:7(6), 7:6(2), 5–10   |
| Finalistka   | 19. | 13/07/2024 | Corroios             | 40 000   | Twarda         | Elena Micic        | Martyna Kubka Anna Rogers                      | 1:6, 4:6               |
| Finalistka   | 20. | 16/08/2024 | Ourense              | 40 000   | Twarda         | Anna Rogers        | Martyna Kubka Lara Salden                      | 6:3, 3:6, 8–10         |
| Zwyciężczyni | 18. | 07/09/2024 | Leiria               | 25 000   | Twarda         | Sarah Beth Grey    | Bianca Fernandez Radka Zelníčková              | 7:6(1), 6:2            |
| Finalistka   | 21. | 21/09/2024 | Caldas da Rainha     | 100 000  | Twarda         | Francisca Jorge    | Jodie Burrage Anastasija Tichonowa             | 6:7(3), 4:6            |
| Zwyciężczyni | 19. | 28/09/2024 | Lizbona              | 60 000   | Ceglana        | Francisca Jorge    | Yvonne Cavallé Reimers Ángela Fita Boluda      | 7:6(5), 6:4            |
| Zwyciężczyni | 20. | 13/10/2024 | Quinta do Lago       | 40 000   | Twarda         | Justina Mikulskytė | Magali Kempen Lara Salden                      | 2:6, 6:4, 14–12        |
| Zwyciężczyni | 21. | 01/02/2025 | Porto                | 40 000+H | Twarda (hala)  | Francisca Jorge    | Lucija Ćirić Bagarić Kristina Novak            | 6:3, 6:2               |
| Zwyciężczyni | 22. | 15/02/2025 | Birmingham           | 40 000   | Twarda (hala)  | Francisca Jorge    | Viktória Hrunčáková Alicja Rosolska            | 6:2, 4:6, 10–5         |
| Zwyciężczyni | 23. | 08/03/2025 | Porto                | 60 000   | Twarda (hala)  | Francisca Jorge    | Cho I-hsuan Cho Yi-tsen                        | 0:6, 7:6(4), 10–8      |
| Zwyciężczyni | 24. | 26/04/2025 | Oeiras               | 100 000  | Ceglana        | Francisca Jorge    | Aleksandra Krunić Sabrina Santamaria           | 6:7(7), 6:1, 1–0 krecz |